# Клюшка

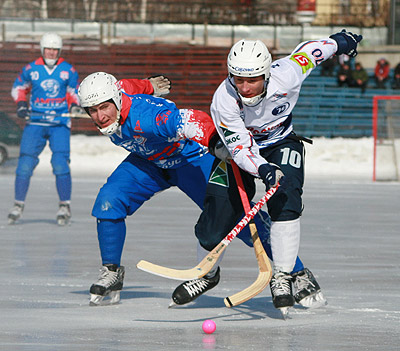
Хоккей с мячом

Клюшка, ранее также клюша — спортивный снаряд, в виде палки с загнутым концом для игры, при помощи которого в хоккее с шайбой, хоккее с мячом, хоккее на траве, флорболе и некоторых других видах спорта и играх (касло и проч.) перемещают по площадке или полю шайбу или мяч.

## Гольф
Клюшка для гольфа — спортивный снаряд в виде палки с загнутым концом для игры в гольф. Клюшки различаются по длине и весу, а также углу, под которым наносится удар по мячу.